# کفیر ابو سربوط
کفیر ابو سربوط (به عربی: کفیر أبو سربوط) یک منطقهٔ مسکونی در اردن است که در استان مادبا واقع شده‌است.